# JAMbe
JAMbe was het grote evenement dat georganiseerd werd op 29 april 2007 door en voor alle scoutsfederaties aangesloten bij de Gidsen- en Scoutsbeweging in België in en rond Brussel ter gelegenheid van het 100-jarig bestaan van Scouting. Het evenement bracht rond de 93.000 scouts op de been, wat maakt dat het gebeuren het op een na grootste scoutsevenement ooit ter wereld was en het grootste tijdens dit feestjaar.

## Kampen rond Brussel
De Kampen rond Brussel waren scoutskampen in de ruime omgeving van Brussel, de dag voor JAMbe. Deze 13 kampen gingen door op 28 april 2007 en werden georganiseerd door de twee grote Vlaamse scoutsfederaties: Scouts en Gidsen Vlaanderen en Federatie voor Open Scouting. Dit gebeurde in samenwerking met het coördinatieteam rond 100-jaar scouting. FOS en Gouw Kempen van Scouts en Gidsen Vlaanderen gingen de dag voordien (27 april) reeds van start.
Deze kampen waren bedoeld voor de oudere takken(vanaf jongverkenners). Elke gouw binnen Scouts en Gidsen Vlaanderen had zijn eigen kampeerterrein. Aangezien FOS een veel kleinere federatie is, was er een kampeerterrein voor de volledige federatie. De kampen gingen door in Hoeilaart, Watermaal-Bosvoorde, Vilvoorde, Hofstade, Ternat, Kortenberg, Perk, Huizingen, Asse, Herent en Sint-Joris-Weert.
Tijdens de dag was de verdere organisatie van spelen in handen van de gouwen. Omwille van de uitzonderlijke warmte voor de tijd van het jaar (27,2 °C) werden er door de Civiele Bescherming uit voorzorg zo'n 6.000 zakjes water uitgedeeld.. Minister van Cultuur en Jeugd, Bert Anciaux kwam een kijkje nemen langs verschillende kampen op de mountainbike.
De volgende dag namen alle deelnemers aan de kampen rond Brussel deel aan JAMbe.

## Verloop
Op zondag 29 april trokken alle leden dan richting Brussel, ook de jongere takken, waar opnieuw activiteiten voorzien waren. Voor de jongere takken ging dit om gewone scoutingactiviteiten in twee grote parken, in een veel groter geheel dan de eigen vertrouwde groepsomgeving. Prins Filip kwam in de loop van de dag zelf een kijkje nemen in het Park van Laken.
De oudste takken trokken door Brussel zelf, waarbij de verkenners activiteiten kregen die sterk aansluiten met maatschappelijk engagement. Zo werd in het Jubelpark een 200 meter lange solidariteitsbrug gesjord.
De afsluiter was een slotspektakel in het Koning Boudewijnstadion. Omwille van de grote omvang van het evenement werd de slotshow tweemaal opgevoerd. Op deze laatste dag namen ook de Waalse scoutsgroeperingen deel aan het evenement (Les Scouts, SGP en GCB).
Zo'n 8000 medewerkers zorgden voor het goede verloop van de gehele dag. Voor de slotshow waren er zo'n 600 figuranten en waren talrijke prominenten aanwezig, waaronder premier Guy Verhofstadt, Vlaams minister-president Yves Leterme, Elio Di Rupo, Bert Anciaux, Patrick Dewael, Mieke Vogels, oud-verbondscommissaris Marc Van Peel, Geert Lambert en Prins Filip.

## Thema's
| Groep                               | Plaats            | Thema                             |
| ----------------------------------- | ----------------- | --------------------------------- |
| Kapoenen en bevers                  | park van Osseghem | Alle kleuren van de ...vredesduif |
| Welpen en kabouters                 | park van Laken    | Vrede in het woud                 |
| Jonggidsen en -verkenners           | Brussel           | Scouting, da's durven             |
| Gidsen, verkenners, jins en loodsen | Brussel           | Mission possible                  |

## Evenement in cijfers
- 93.000 aanwezige scouts
- bijna 2x een vol Koning Boudewijnstadion
- 8.000 medewerkers
- 850 tenten
- 1500 tafels
- 2,4 km sjorhout
- 42 km afspanlint
- 2000 liter decorverf